# کانگ کیون ووک
کانگ کیون ووک (انگلیسی: Kang Keon-wook؛ زادهٔ ۲۱ مهٔ ۱۹۷۱) بازیکن هاکی روی چمن اهل کره جنوبی است.